# Regimiento de Patricios
El Regimiento de Infantería 1 «Patricios» (RI 1), históriciamente y actualmente más conocido como Regimiento de Patricios, es una unidad del Ejército Argentino que tuvo su origen en el cuerpo miliciano formado el 15 de septiembre de 1806 en Buenos Aires, capital del Virreinato del Río de la Plata –que luego seria la capital de las Provincias Unidas del Sur– luego de las invasiónes inglesas. Su formación fue consecuencia de la proclama del 6 de septiembre del capitán de navío Santiago de Liniers y Bremond, por entonces Comandante General de Armas de Buenos Aires, que invitó voluntariamente a todos los ciudadanos a armarse contra el enemigo británico. Así nació la «Legión de Patricios Voluntarios Urbanos de Buenos Aires».
Constituye una de las unidades más representativas de la rama terrestre de Argentina junto al Regimiento de Granaderos a Caballo «General San Martín» y el Regimiento de Artillería 1 «Brigadier General Tomás de Iriarte».

## Historia

### Orígenes
Liniers dispuso que los voluntarios originarios de las provincias de España y de otras áreas del virreinato formaran cuerpos milicianos, mientras que los porteños (no solo los nacidos en Buenos Aires) debían presentarse en el Fuerte de Buenos Aires el 15 de septiembre de 1806. Se presentaron más de 4000 hombres que debieron ser alistados también en otros cuerpos.
Fue el cuerpo miliciano más grande y poderoso reclutado para la defensa de Buenos Aires y, como los demás cuerpos urbanos formados, Liniers con la aprobación del virrey Rafael de Sobremonte les concedió que pudieran elegir a sus oficiales. La primera elección se efectuó en el Consulado de Buenos Aires el 8 de noviembre de 1806. Como jefe del Cuerpo o Legión y comandante del 1.er Batallón, y con ciertas dificultades que requirieron la presencia de Belgrano y Liniers, fue elegido Cornelio Saavedra. Esteban Romero fue elegido comandante del 2.º Batallón y José Domingo Urien del 3.er Batallón. Manuel Belgrano fue elegido sargento mayor (luego reemplazado por Juan José Viamonte). Figuraron como oficiales Feliciano Chiclana, Vicente López y Planes, Martín Lacarra, Gregorio Perdriel y Eustoquio Díaz Vélez.

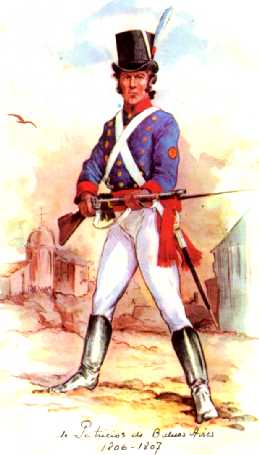
Soldado del Regimiento de Infantería 1 "Patricios" en 1806

Se eligió como santo patrono del cuerpo a Martín de Tours el mismo que la ciudad de Buenos Aires y el 9 de noviembre fue bendecida su bandera en la catedral de Buenos Aires junto con la del Cuerpo de Arribeños. Saavedra propuso a fray Pedro Cueli, su vecino del obraje que tenía en las «afueras» de Buenos Aires, como capellán. El franciscano, que ya había sido capellán y paramédico de uno de los escuadrones de la Caballería de la Campaña de Buenos Aires, fue nombrado capellán del 1.er batallón del Cuerpo de Patricios. Los capellanes de los otros dos Batallones fueron inicialmente Juan José Acosta y Cristóbal Muñoz.
El Cuerpo de Patricios estaba compuesto de 3 Batallones, con 23 compañías de 50 hombres cada una —ocho en los Batallones I y III y 7 en el II—, con un total de 1356 plazas.

### Estado de Fuerzas del Cuerpo de Patricios en octubre de 1806
Plana mayor
- Comandante del 1er Batallón: Cornelio de Saavedra.
- Comandante del 2do Batallón: Esteban Romero.
- Comandante del 3er Batallón: José Domingo Urien.
- Sargento mayor: teniente de Infantería Juan José Viamonte.

Además: tres ayudantes (Juan Pedro Aguirre, Eustoquio Díaz Vélez, Francisco Martínez), tres subtenientes de bandera (Diego Saavedra, Juan Francisco Toyo, José María Urien), dos capitanes agregados (Agustín Pío de Elía, José Hernández), tres capellanes (Mariano Gómez, Francisco Acosta, Roque Illescas) y tres cirujanos (Pedro Carrasco, Juan Madera, Matías Rivero).
|  |  |

| Legión de Patricios de Buenos Aires | Legión de Patricios de Buenos Aires | Legión de Patricios de Buenos Aires | Legión de Patricios de Buenos Aires | Legión de Patricios de Buenos Aires | Legión de Patricios de Buenos Aires | Legión de Patricios de Buenos Aires | Legión de Patricios de Buenos Aires | Legión de Patricios de Buenos Aires | Legión de Patricios de Buenos Aires |
| Batallón                            | Compañía                            | Capitán                             | Teniente                            | Subteniente                         | Sargentos                           | Tambores                            | Cabos                               | Soldados                            | Total                               |
| ----------------------------------- | ----------------------------------- | ----------------------------------- | ----------------------------------- | ----------------------------------- | ----------------------------------- | ----------------------------------- | ----------------------------------- | ----------------------------------- | ----------------------------------- |
| 1                                   | 1                                   | Martín Medrano                      | Diego Mansilla                      | José María Echauri                  | 3                                   | 1                                   | 8                                   | 48                                  | 60                                  |
| 1                                   | 2                                   | Francisco Usal                      | Pablo Illescas                      | Narciso Machado                     | 4                                   | 1                                   | 7                                   | 49                                  | 61                                  |
| 1                                   | 3                                   | José Agustín Aguirre                | Vicente López y Planes              | 0                                   | 3                                   | 1                                   | 7                                   | 47                                  | 58                                  |
| 1                                   | 4                                   | Francisco Argerich                  | Mariano Irigoyen                    | Toribio García                      | 3                                   | 0                                   | 8                                   | 44                                  | 55                                  |
| 1                                   | 5                                   | Feliciano Chiclana                  | Manuel Albarracín                   | Martín Rivero                       | 3                                   | 1                                   | 8                                   | 43                                  | 55                                  |
| 1                                   | 6                                   | Tomás Boiso                         | Justo Baiso                         | Pablo Merlo                         | 3                                   | 0                                   | 8                                   | 47                                  | 58                                  |
| 1                                   | 7                                   | Antonio del Tejo                    | Saturnino Sarassa                   | Francisco de Acosta                 | 3                                   | 1                                   | 7                                   | 48                                  | 59                                  |
| 1                                   | 8                                   | Andrés Patrón                       | Benito Álvarez                      | Gregorio Perdriel                   | 3                                   | 1                                   | 8                                   | 47                                  | 59                                  |
| 2                                   | 1                                   | Pedro Pardo                         | Francisco Feu                       | Mariano Díaz                        | 3                                   | 1                                   | 6                                   | 47                                  | 57                                  |
| 2                                   | 2                                   | Lucas Obes (agregado)               | Manuel Sanabria                     | Andrés Idalgo                       | 3                                   | 1                                   | 8                                   | 45                                  | 57                                  |
| 2                                   | 3                                   | Pedro Careaga                       | Rufino Escola                       | Basilio Negri                       | 3                                   | 1                                   | 8                                   | 47                                  | 59                                  |
| 2                                   | 4                                   | Matías Balbastro                    | Severo Canesa                       | Vicente Silva                       | 3                                   | 1                                   | 8                                   | 42                                  | 54                                  |
| 2                                   | 5                                   | Matías Cires                        | Bautista Fuentes                    | Victoriano Noya                     | 3                                   | 1                                   | 8                                   | 48                                  | 60                                  |
| 2                                   | 6                                   | Juan José Rocha                     | Ciriaco Lecica                      | Juan José M. Rocha                  | 3                                   | 1                                   | 8                                   | 36                                  | 48                                  |
| 2                                   | 7                                   | Marcelo Colina                      | Roque Tollo                         | Mariano del Villar                  | 3                                   | 1                                   | 8                                   | 40                                  | 52                                  |
| 3                                   | 1                                   | Pedro Belarde                       | Félix José de Castro                | José Rubiera                        | 3                                   | 1                                   | 8                                   | 48                                  | 60                                  |
| 3                                   | 2                                   | Luciano Montes de Oca               | Marcos Acosta                       | 0                                   | 3                                   | 1                                   | 8                                   | 49                                  | 61                                  |
| 3                                   | 3                                   | José Antonio Díaz                   | Santiago Madera                     | Juan Ángel Vega                     | 3                                   | 1                                   | 8                                   | 43                                  | 55                                  |
| 3                                   | 4                                   | Pedro Blanco                        | José Carreón                        | Tomás Illescas                      | 3                                   | 1                                   | 8                                   | 47                                  | 59                                  |
| 3                                   | 5                                   | José Tomás Aguiar                   | Miguel Araos                        | Joaquín Griera                      | 3                                   | 1                                   | 8                                   | 45                                  | 57                                  |
| 3                                   | 6                                   | Domingo Basavilbaso                 | Manuel Alberti                      | Rafael Pabón                        | 3                                   | 1                                   | 8                                   | 50                                  | 62                                  |
| 3                                   | 7                                   | Francisco Pico                      | Antonio Herrera                     | Ángel Calderón                      | 3                                   | 0                                   | 8                                   | 54                                  | 65                                  |
| 3                                   | 8                                   | Juan Antonio Pereyra                | Manuel Bustillos                    | Francisco Perdriel                  | 3                                   | 1                                   | 8                                   | 45                                  | 57                                  |
| 3                                   | 23                                  | 23                                  | 23                                  | 21                                  | 70                                  | 20                                  | 179                                 | 1059                                | 1395                                |

### Bautismo de fuego

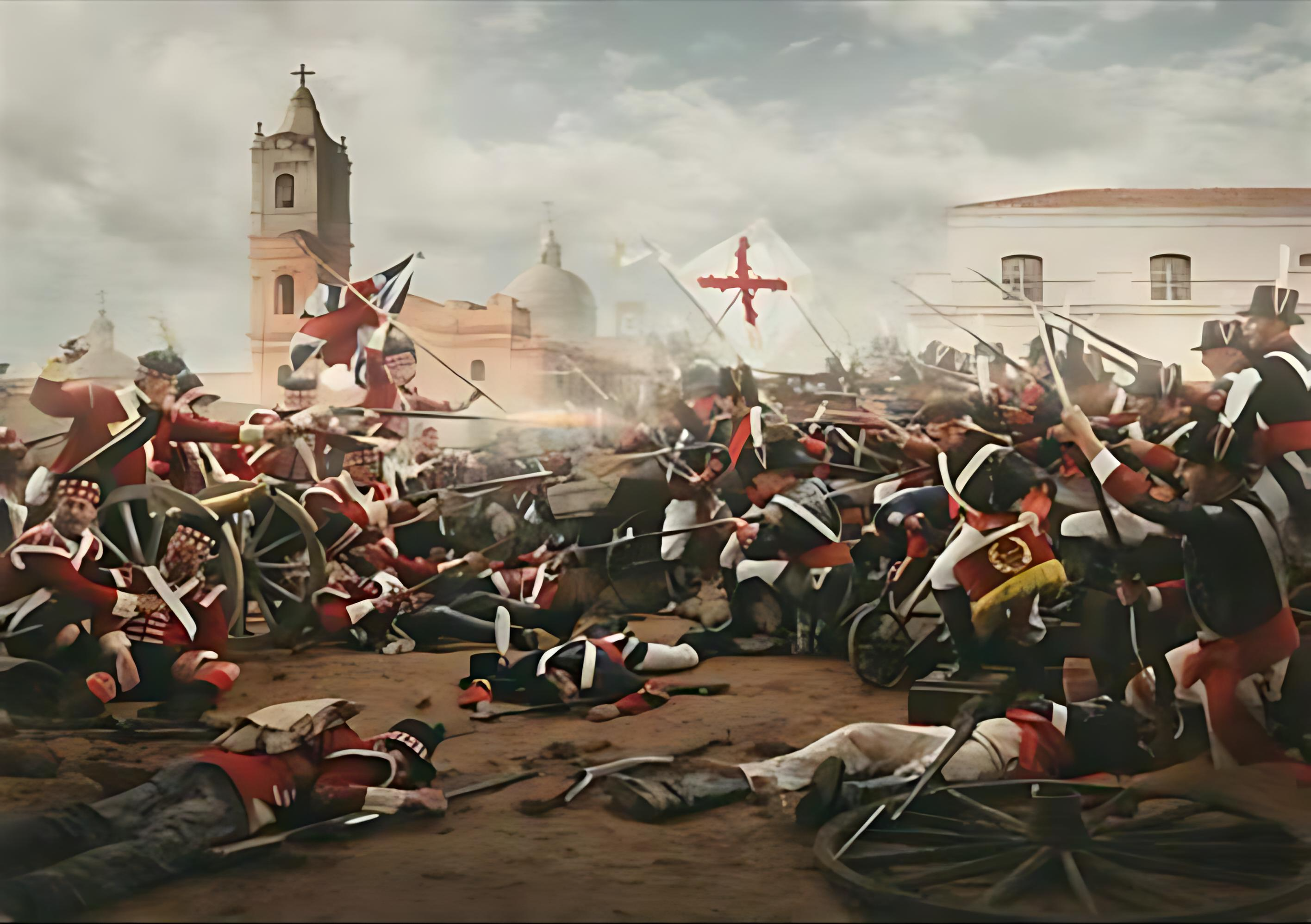

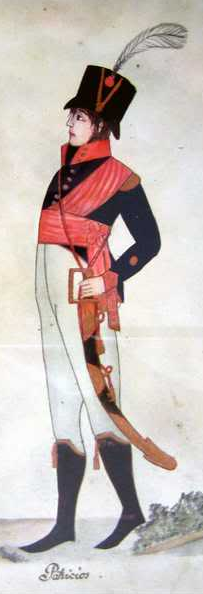
Oficial del Regimiento de Infantería 1 "Patricios" (1807)

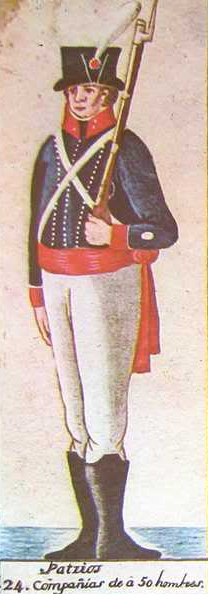
Soldado del Regimiento de Infantería 1 "Patricios" (1807)

El 23 de enero de 1807, el cabildo y la audiencia de Buenos Aires decidieron enviar una fuerza militar en auxilio de Montevideo que estaba siendo atacada por un ejército del Reino Unido. Como la convocatoria no era obligatoria, de todos los cuerpos de milicias salieron voluntarios. El mayor número provino de los batallones de Patricios pese a que un jefe, cuando preguntaron quien quería ir, hizo señas con la cabeza para que no contestaran. Esta segunda columna de 1500 hombres al mando de Liniers partió el 29 de enero pero quedaron detenidos en Colonia del Sacramento por problemas logísticos. Cuando cayó Montevideo debieron reembarcarse hacia Buenos Aires. Para llevar toda la artillería que había en Colonia, de modo que no cayera en poder del enemigo, Saavedra tuvo que pagar un adicional de 4 reales diarios para "incitar" a sus soldados porque estos se negaron a realizar esa tarea. 
El 7 de junio de 1807 se produjo el combate de San Pedro en la Banda Oriental, cuando las fuerzas españolas procedentes de Buenos Aires comandadas por Francisco Javier de Elío, entre ellas varias compañías del cuerpo de Patricios, se aprestaban a asaltar Colonia del Sacramento y fueron atacadas y derrotadas por el Teniente Coronel británico Denis Pack. En la acción murió el subteniente de la compañía 5 del 1.er Batallón de Patricios, José Quesada.
Todo el cuerpo tuvo su bautismo de fuego el 4 de julio de 1807, cuando se produjo el ataque británico a Buenos Aires. Los batallones Nros 1 y 2 de Patricios se ubicaron en la División de la Derecha (bandera encarnada), mientras que el Batallón Nro 3 estuvo en la División de Reserva (bandera tricolor).
Saavedra, en su manifiesto a los americanos, describió así el comportamiento y gravitación de los patricios en aquellas decisivas jornadas: 

Tengo el honor de manifestar a la faz del todo el mundo las gloriosas acciones de mis paisanos en la presente guerra con el Britano, más de 12 000 testigos presenciales, puedo decir que a una vez, publican que jamás ha visto mayor intrepidez, valor y ardimiento que el que experimentaron en los gloriosos hechos de armas del 12 de agosto de 1806, 12 de mayo, 7 de junio, 2, 3, 4, 5, 6 y 7 de julio de 1807 y por todos quisiera hablarse el teniente coronel del Regimiento Nro 18, D. Enrique Cadogan, que habiendo experimentado muy a su costa el animoso denuedo de los Patricios de Buenos Aires, preguntaba con asombro, después de rendido, por las tropas de escudo en el brazo, que por valiente y generosa había admirado a él y los suyos (…)

### Reconocimiento real
El 13 de enero de 1809 la Junta Suprema de Sevilla dispuso a nombre del rey premiar a los oficiales de los distintos cuerpos milicianos de Buenos Aires reconociendo los grados militares que se les había otorgado:

CUERPO DE PATRICIOS.

Grado de Teniente Coronel.—A los Comandantes don Cornelio de Saavedra, don Estéban Romero y don José Domingo Urien.

De Capitán.—A los Capitanes don Martin Medrano, don Francisco Pico, don Matías Cires, don Feliciano Chiclana, don José Agustín Aguirre, don Pedro Castro Careaga, don Francisco Arjerich, don Matías Balbastro, don Domingo Basavilbaso, don Tomás Boiso, don Agustín Pio de Elía, don Andrés Patron, don Luciano Montes de Oca, don José Antonio Tejo, don Juan Antonio Pereira, don Lúcas Obes, don José Hernandez, y al Teniente graduado de Capitan don Mariano Irigoyen.

De Teniente.—A los Tenientes don Manuel Alverti, don Diego Mansilla, don Juan Fuentes, don Saturnino Sarasa, don Antonio Herrera, don Manuel Bustillo, don Benito Alvarez, don Félix Castro, don Ciríaco Lesica, y á los Ayudantes don Juan Pedro Aguirre, don Eustaquio Díaz y don Francisco Martínez Villarino.

De Subteniente.—A los Subtenientes don Francisco Acosta, don José Rubiera, don Ángel María Calderon, don José María Echaurd, don Francisco Perdriel, don Gregorio Perdriel; á los abanderados don José María Urien, don Diego Saavedra y don Juan Francisco Tollo, y al Cadete don Francisco Sans de Celis.

### Asonada de Álzaga
A poco de su exitoso bautismo de fuego de 1807, Saavedra y sus patricios realizaron un nuevo e importante servicio a la población. El 1 de enero de 1809 el Cabildo de Buenos Aires, con apoyo de los cuerpos militares españoles, intentaron reemplazar al virrey Liniers por una junta de gobierno encabezada por Martín de Álzaga y dar forma así a la “España americana”, ante el sojuzgamiento de la “europea” por los ejércitos napoleónicos, hecho conocido como la asonada de Álzaga. Cornelio Saavedra, con la legión a sus órdenes y el concurso de los otros cuerpos nativos logró hacer abortar el movimiento y asegurar la autoridad del virrey, obteniéndose como consecuencia de estos acontecimientos la disolución de los cuerpos españoles sublevados, lo que hizo que el virrey dependiera, en lo militar, casi exclusivamente de este cuerpo. Quedó así libre el camino para los criollos que buscaban la independencia.
También se hallaron implicadas 4 compañías del 3.er Batallón de Patricios al mando de José Domingo de Urien y algunos oficiales de los otros dos batallones del cuerpo, tales como Antonio José del Tejo (un capitán del 1.er batallón), Pedro Blanco y Tomás José Boiso. Urien fue destituido y a Tejo se le inició juicio por intentar asesinar a Saavedra.

### Reestructuración de Cisneros

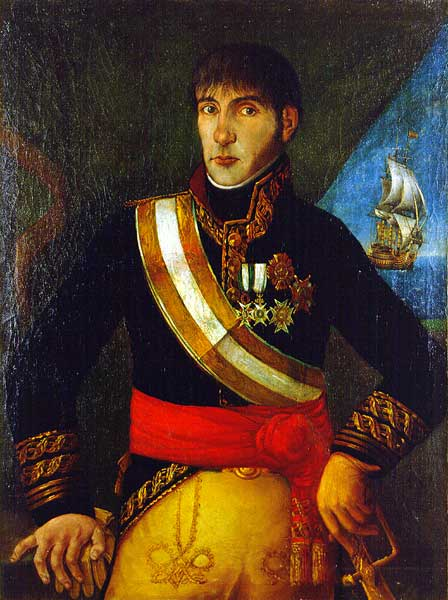
Baltasar Hidalgo de Cisneros, virrey entre los años 1809 y 1810

El 11 de septiembre de 1809 el nuevo virrey Baltasar Hidalgo de Cisneros, mediante una providencia reorganizó los cuerpos urbanos de Buenos Aires, disolviendo al 3.er Batallón de Patricios por su participación en la Asonada de Álzaga:

Artículo Nro 1: Que los Cuerpos Urbanos que se hallan a sueldo, se reduzcan a cinco batallones, formándose dos de ellos con los tres que ahora tiene el Cuerpo de Patricios; otro del Cuerpo de Montañeses, otro del de Andaluces y otro del de Arribeños; cada batallón constará de nueve compañías, inclusa la de granaderos, con la fuerza efectiva que les estaba señalada, y sus Planas Mayores, un Comandante, un Sargento Mayor, dos Ayudantes íd., dos Abanderados, un Capellán, un Cirujano, un Tambor y dos Pífanos.

Los cuerpos que quedaron fueron numerados, aboliéndose oficialmente el nombre Patricios, que sin embargo continuó existiendo en la práctica:

Artículo Nro 11: Para evitar las rivalidades que suelen introducir la nominación de cuerpos por Provincias cuando no hay un motivo de preferencia en el distinguido mérito que todos contrajeron en las bizarra acciones anteriores, se nombrarán los batallones con el número que se les asigna, a saber: 1.º y 2.º a los dos de Patricios; (...)

### Revoluciones de 1809 en el Alto Perú

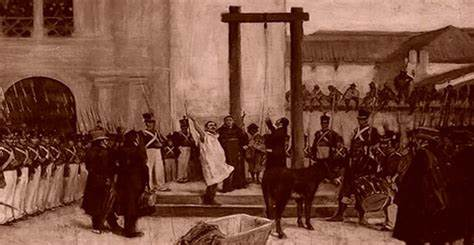
La Revolución en el Alto Perú

Para sofocar las revueltas de Chuquisaca y La Paz en el Alto Perú, el virrey Cisneros envió desde Buenos Aires un contingente al mando de Vicente Nieto y del coronel de marina José de Córdoba, que partió el 4 de octubre de 1809. Dos compañías de patricios al mando del capitán Diego Basavilbaso participaron de la expedición, pero al llegar al Alto Perú, no hizo falta que entraran en combate, pues las tropas entraron pacíficamente en Chuquisaca el 21 de diciembre de 1809.
El 23 de junio de 1810 Nieto tomó conocimiento de la instalación de la Primera Junta en Buenos Aires, tomando el día 26 la medida de desarmar a las dos compañías de patricios que había llevado a Chuquisaca el año anterior. Debido a que los soldados habían brindado la noche anterior por Cornelio Saavedra los supuso adictos a la revolución, destituyó a los jefes y quintó a los soldados enviando a trabajar al socavón de Potosí a aquellos que les cupo el número cinco.

(…) Patricios, y Arribeños, a quienes extingui castigando a los primeros, con quinta pr el presidio de Potosí pr su infidelidad, y adhesión al partido revolucionario.
Carta de Vicente Nieto a Gutiérrez de la Concha

### Revolución de Mayo

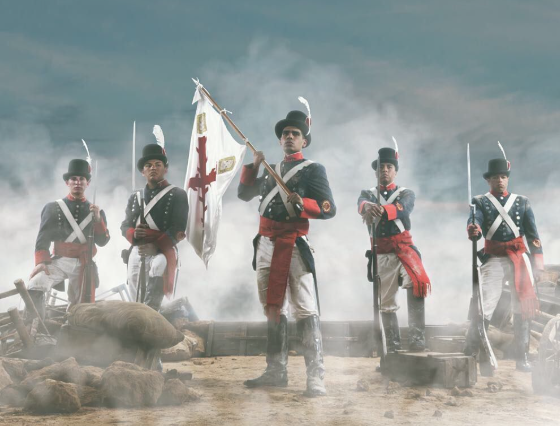
Alegoría de los Patricios en la Revolución de Mayo

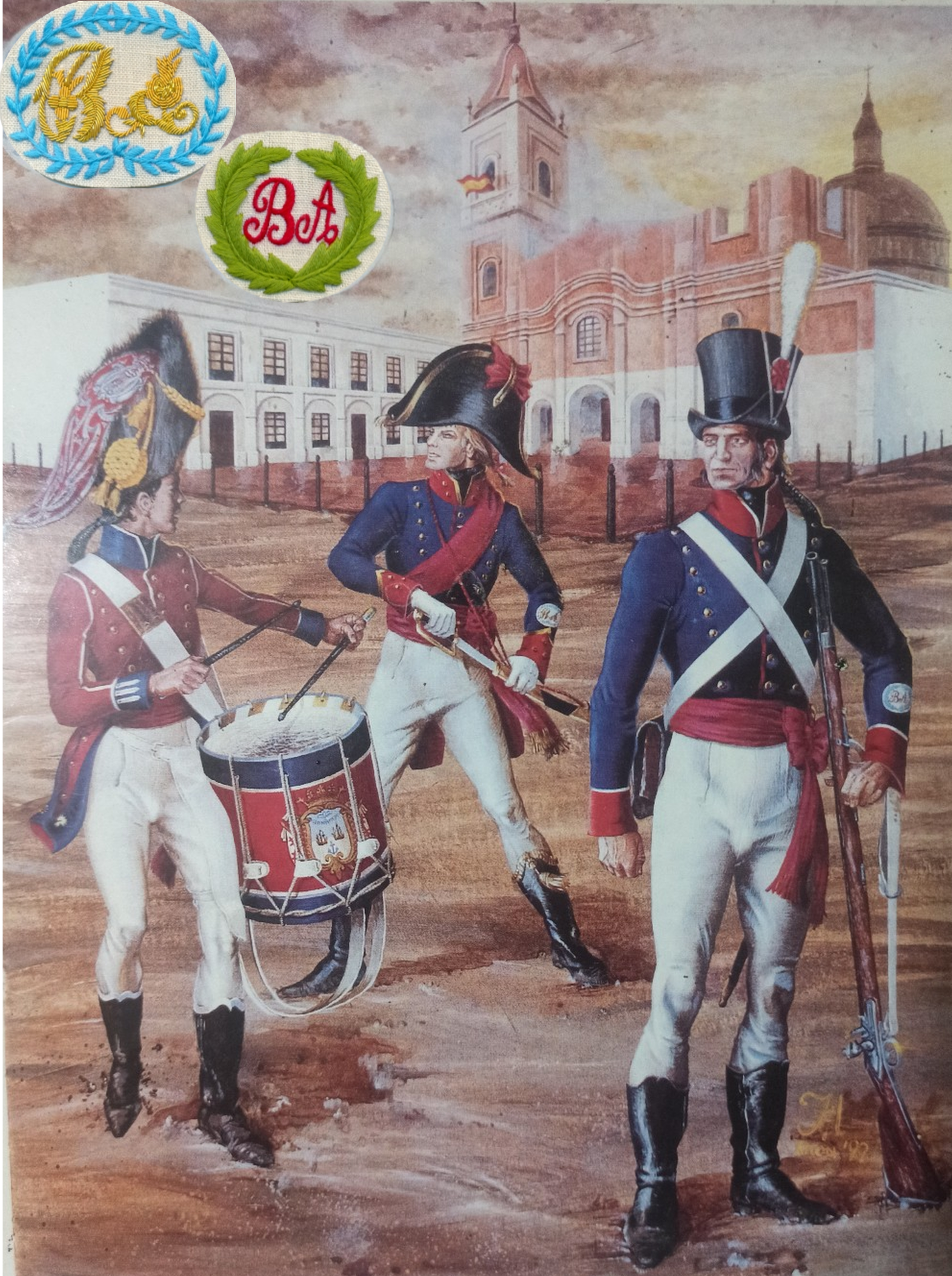
Patricios bicentenarios 1806-2006

Los sucesos de mayo de 1810 tuvieron en Saavedra y en los patricios a actores principalísimos. La Revolución de Mayo se produjo en el momento elegido por Saavedra, luego que «maduren las brevas», según su propio decir. Él mismo fue quien designó las guardias para las calles de la plaza con sus oficiales de patricios que estuvieron a las órdenes de Eustoquio Díaz Vélez. Saavedra asumió la presidencia de la Primera Junta de Gobierno por gravitación lógica y natural de su actuación anterior y elevado prestigio; la propia acta del 25 de mayo fue escrita a puño y letra por un patricio: el subteniente Nicolás Pombo de Otero.Su falta de apoyo al virrey Cisneros fue determinante para su caída. Sus hombres, junto con los llamados chisperos —dirigidos por el expatricio Domingo French— llenaron la Plaza de la Victoria, actual Plaza de Mayo, para asegurar el voto a favor de una junta integrada en su mayoría por patricios.
La intervención de los patricios no se limitó al plano militar, sino que también se extendió a la organización política y al control del espacio público. Desde los balcones del Cabildo hasta las calles circundantes, su presencia garantizó que la voluntad popular fuera escuchada. Saavedra supo interpretar el momento histórico y canalizar el descontento social hacia una salida institucional, lo que le permitió consolidarse como líder indiscutido del nuevo orden que comenzaba a gestarse.

### Creación de los regimientos
Mediante la proclama del 29 de mayo de 1810, sólo cuatro días después de asumir el gobierno, la Junta dispuso ampliar los Batallones de milicias existentes al rango de Regimientos mediante una rigurosa leva de vagos y hombres sin ocupación, a la vez que anunciaba la futura formación de cuerpos de otras armas. 

Los Batallones Militares existentes se elevarán a regimiento con la fuerza efectiva de 1116 plazas, reservado la Junta proveer separadamente sobre el arreglo de la caballería y artillería volante.

De esta forma, entre los regimientos creados el 29 de mayo, se hallaban:
- Regimiento Nro 1 de Infantería: se formó sobre la base del Batallón Nro 1 de Patricios.
- Regimiento Nro 2 de Infantería: se formó sobre la base del Batallón Nro 2 de Patricios.

El 8 de junio de 1810 la Junta dispuso por decreto que las compañías de naturales (es decir, indígenas), que hasta el momento habían formado el Batallón de Castas juntamente con las compañías de pardos y morenos, se integrasen a los regimientos Nro 2 y 3 de españoles bajo sus mismos oficiales. Las compañías restantes conformaron entonces el Regimiento de Pardos y Morenos.

### Expediciones al interior

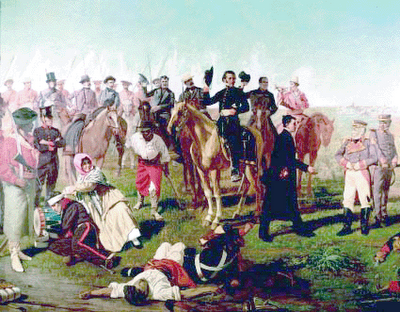
Rendición realista en la batalla de Las Piedras

Después de mayo, los efectivos de los regimientos 1 y 2 integraron las expediciones enviadas por Buenos Aires al interior del extenso territorio del exvirreinato para consolidar la adhesión al gobierno de la capital, batiéndose en el Alto Perú, en el Paraguay y en la Banda Oriental. 
El 6 de julio de 1810 partió el Ejército del Perú, que luego sería llamado Ejército del Norte, al mando del coronel Francisco Ortiz de Ocampo, llevando entre sus filas una compañía del Regimiento Nro 1 y una compañía del Regimiento Nro 2. El 3 de noviembre, la Junta creó el Regimiento Nro 6 de Infantería en el norte de Argentina, sobre la base de los elementos de infantería llevados desde Buenos Aires (entre ellos, las dos compañías de Patricios) y contingentes de Tucumán y Santiago del Estero.
Desde septiembre de 1810, 200 hombres de los regimientos Nro 1 y 2 fueron enviados por la Junta para reforzar la expedición de Belgrano al Paraguay, participando en las acciones de Campichuelo, Paraguarí y Tacuarí.
Desde marzo de 1811 fracciones de los regimientos de infantería Nro 1 y 2 integraron la División de Vanguardia durante la primera de las expediciones a la Banda Oriental. Tuvieron destacada actuación en el sitio de Montevideo, contra el virrey Elío.

### Motín de las Trenzas

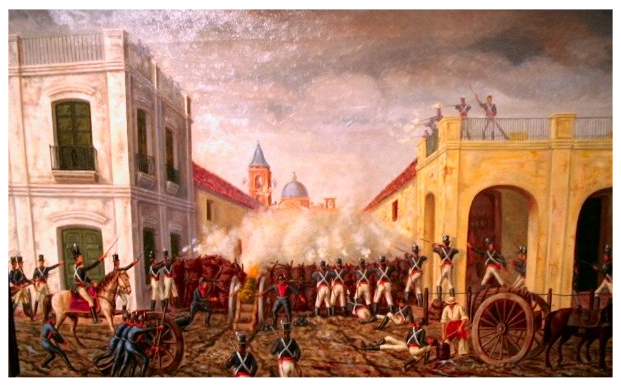
Motín de las Trenzas

El 16 de noviembre de 1811 los regimientos 1 y 2 fueron unidos, pasando a ser el Nro 1 de Patricios, y asumió su jefatura el coronel Manuel Belgrano:

(...) por no ser conforme con las atenciones del señor Brigadier Don Cornelio Saavedra el desempeño de las obligaciones de este importante cargo.

El 6 de diciembre de 1811 sus hombres protagonizaron el llamado Motín de las Trenzas, en contra de su nuevo jefe, reclamando conservar su autonomía y el privilegio de elegir a sus comandantes, levantándose contra el Primer Triunvirato. Fueron duramente reprimidos y, por orden de Belgrano, cuatro soldados y suboficiales fueron condenados a muerte como cabecillas del motín, ejecutados y colgados en la vía pública el 21 de diciembre.

### Acciones posteriores
A causa del motín, el regimiento pasó a ser "de línea" y sus soldados fueron condenados a servir en él por muchos años. Todo el control de la fuerza militar pasó al Triunvirato. Esta crisis llevó al Gobierno a dispersar sus fuerzas entre otros regimientos. Uno de ellos, que conservaba el número 1, tuvo activa participación en la segunda y en la tercera campaña al Alto Perú. El mismo regimiento tuvo destacada actuación en las batallas de Tucumán, Salta, Vilcapugio, (una de las causas de la derrota en esta batalla fue la desorganización de los patricios, regimiento con el que contaba Belgrano como centro de las operaciones), Ayohuma y Sipe Sipe. Estas tres últimas fueron derrotas que significaron una tremenda sangría para el regimiento, que debió ser reorganizado por completo. 
Algunos de sus batallones participaron también en las acciones de San Pedro, Cotagaita, Suipacha, Huaqui, Campichuelo, San José y Las Piedras.
En los años siguientes, el Regimiento Nro 1 de Infantería perdió el nombre de Patricios, pero conservó una cierta primacía, al menos honoraria.
En 1812 el regimiento tuvo el honor de que fuera su jefe, el general Manuel Belgrano, quien creara y enarbolara por primera vez en Rosario, con el marco marcial de sus patricios, una bandera que luego derivaría en el pabellón nacional argentino.

### Guerra contra el Imperio del Brasil

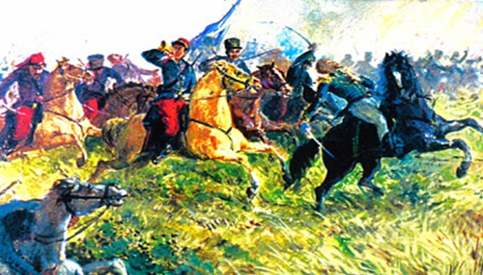
Batalla de Ituzaingó

Durante la guerra contra el Imperio del Brasil, participó en los combates de Bacacay e Ituzaingó en 1827, después de realizar el esfuerzo que significa marchar más de 400 km hasta el actual territorio brasileño durante un tórrido verano.
En los largos años de las guerras civiles argentinas —causadas por los enfrentamientos entre unitarios y federales desatados con el fusilamiento de Dorrego en 1828— el cuerpo de Patricios perduró siempre, aunque con distintas denominaciones. Tanto antes como después de 1852, en que la Confederación Argentina comenzó lentamente su organización institucional, el regimiento participó en muchos de los hechos que cubrieron de sangre el territorio argentino.
En 1830 Juan Manuel de Rosas les restituyó el nombre de Patricios a los batallones cívicos de Buenos Aires luego de una misa en honor de Saavedra. Con Rosas intervinieron en la campaña del desierto en los años 1833 y 1834.

### Combate de la Vuelta de Obligado

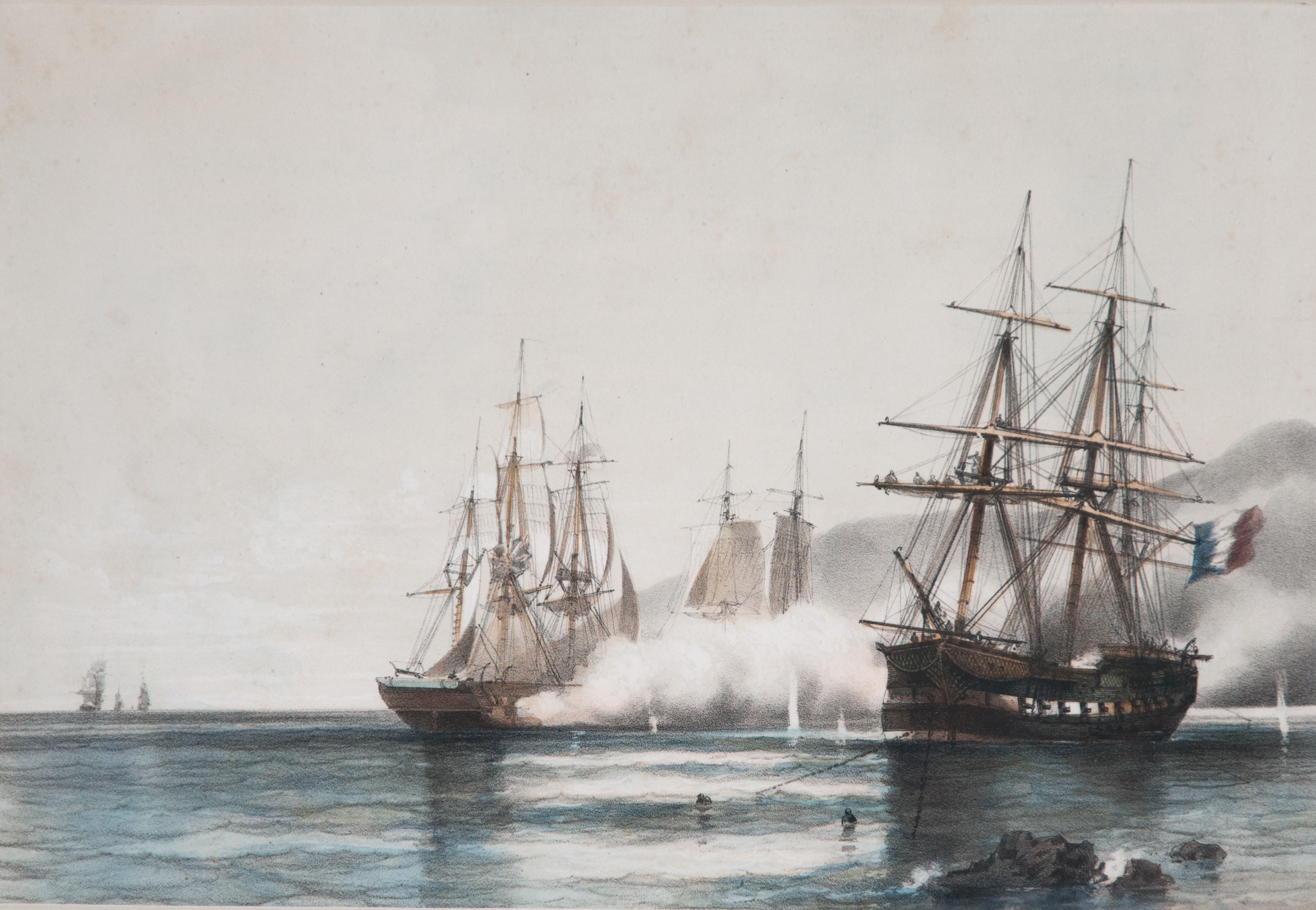

En 1838 parte de sus efectivos a las órdenes del teniente coronel Jerónimo Costa, realizaron la defensa de la isla Martín García, cuando el ataque y el bloqueo francés al Río de la Plata.
En la década siguiente actuaron con singular éxito en el rechazo de reiteradas incursiones a puertos y costas del Río de la Plata y del Paraná, realizadas por los barcos británicos, franceses y uruguayos. 
En el cruento combate de la Vuelta de Obligado, de 20 de noviembre de 1845, el Regimiento de Patricios al mando del coronel Ramón Rodríguez tuvo una actuación tan valerosa que, muchos años más tarde, en 1883, el que fuera jefe en aquella oportunidad de las fuerzas británicas, almirante J. B. Sullivan, entregó al consulado argentino en Londres una bandera argentina tomada en el combate contra las tropas nativas, con una carta en la que, entre otros conceptos laudatorios, expresaba:

(...) quiero restituir al Coronel Rodríguez, si vive, o al Regimiento de Patricios de Buenos Aires, si aún existe, la bandera bajo la cual y en la noble defensa de su Patria, cayeron tantos de los que en aquella época lo componían.

Actuó en la batalla de Caseros formando parte de las tropas del brigadier general Juan Manuel de Rosas.
Después de Caseros, el 1.º de línea intervino en la defensa de los intereses porteños en la lucha entablada entre el Estado de Buenos Aires y la Confederación Argentina.

### Guerra del Paraguay

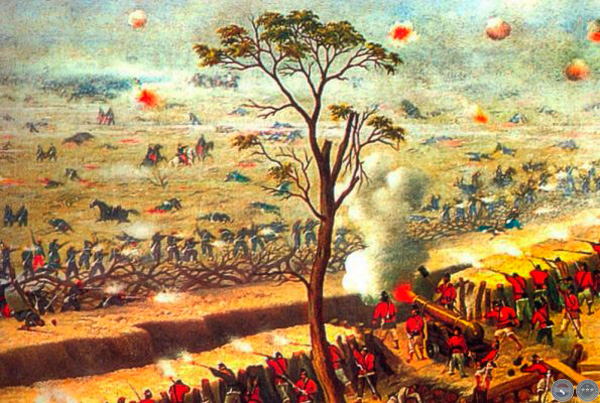

Participó activamente en la guerra del Paraguay (o de la Triple Alianza), luchando en Yatay, Paso de Patria, Tuyutí, Estero Bellaco y Curupaytí, Yatayty-Corá, Humaitá y Lomas Valentinas.
El 1.º de línea al mando del teniente coronel Manuel Rosetti marchó al frente formando en la primera división del primer cuerpo de ejército, bajo el mando del coronel Ignacio Rivas y del general Wenceslao Paunero, respectivamente. El 1.º forma la primera brigada de la división en conjunto con el batallón "San Nicolás" de guardias nacionales.
En el asalto a la fortaleza de Curupaytí del 22 de septiembre de 1866 el primer cuerpo de ejército ataca de frente contra la inexpugnable la defensa paraguaya. Es un fracaso la toma de la posición enemiga perdiendo trágicamente la vida más de 5.000 argentinos. El batallón 1.º es la unidad con más bajas del ejército aliado y muere su jefe el teniente coronel Rosetti compartiendo el mismo destino de otros jefes argentinos de batallón. La bandera del 1.º es recuperada del campo de batalla al igual que las banderas de las demás unidades.
En la década del 1870, el regimiento participó nuevamente luchando contra los pueblos indígenas al mando del teniente coronel Teodoro García y formando parte del Ejército Expedicionario al Desierto. En 1879 el 1.º de línea integra la primera división bajo el mando directo del ministro de Guerra y Marina general Julio Argentino Roca. La división marcha desde el Fuerte Argentino (sur de la provincia de Buenos Aires) hasta la isla grande de Choele Choel al borde del río Negro (actual provincia de Río Negro).
El Regimiento de Patricios ha estado acantonado en diversas guarniciones: Resistencia, Corrientes, Rosario, Luján, Santa Fe, Mendoza, San Juan, Río Gallegos y Campo de Mayo.

### Traslado a Palermo
A fines del siglo XIX, el regimiento recuperó su nombre y se lo destinó a escolta del comandante en jefe del Ejército Argentino. A mediados del siglo XX recuperó su uniforme original para los actos ceremoniales. 
El 28 de junio de 1913 fue trasladado a su emplazamiento en Palermo, ocupando inicialmente instalaciones precarias, construidas con destino a la Exposición Ferroviaria del Centenario. Años más tarde, en el mismo predio fueron levantados los actuales edificios en que se aloja el regimiento.
A partir de 1917 el Regimiento de Infantería 1 formó parte de la I Brigada de Infantería dependiente de la 1.ª División de Ejército, al igual que el Regimiento de Infantería 2.
En 1930 pasó a depender en forma directa del Comando de la 1.ª División de Ejército.

### Guerra de Corea

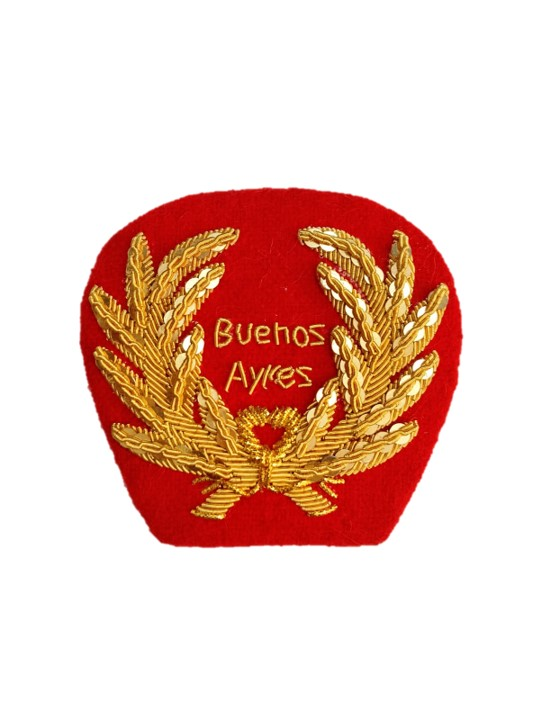
Escudo actual de oficial del Regimiento de Infantería 1 "Patricios"

En 1950 conscriptos del Regimiento 1 Patricios de la clase 1929 recibieron un intenso entrenamiento militar para ser enviados a la guerra de Corea. Finalmente, el Gobierno argentino desistió del envío de tropas. Entre los oficiales de esa unidad se encontraba el futuro general Pita, quien sería secuestrado por los Montoneros en los años 1970.

### Guerrilla y represión
Ya en el periodo constitucional, el 6 de septiembre de 1973, la unidad participó en la recuperación del Comando de Sanidad del Ejército, tomado por un grupo de guerrilleros, por medio de una fracción a las órdenes del segundo Jefe del Regimiento, el Teniente Coronel Raúl Juan Duarte Ardoy, quien, al anteponerse a sus hombres en el momento del ingreso, recibió el fuego enemigo y fue mortalmente herido. Así se constituyó en uno de los «héroes del Regimiento».[cita requerida]
Dos años más tarde, en 1975, el Regimiento de Infantería 1 Patricios participó nuevamente en la recuperación del Batallón Depósito de Arsenales 601 «Domingo Viejobueno», de Monte Chingolo, provincia de Buenos Aires. Esta acción fue considerada la mayor ofensiva guerrillera en la historia argentina, llevada a cabo a nivel de Batallón mediante la colaboración entre integrantes del ERP y Montoneros, quienes lograron tomar el control de la unidad militar. El regimiento, que ya había sido alertado con anterioridad, enfrentó un fuerte ataque al momento de la llegada del Batallón, recibiendo un intenso fuego desde el frente. En ese enfrentamiento, el coroneI Néstor Rodríguez resultó gravemente herido, aunque continuó luchando a pesar de su condición.[cita requerida]
El Regimiento de Infantería 1 "Patricios" estuvo a cargo del Área II de la Subzona Capital Federal.
El predio del regimiento ubicado en el barrio de Palermo funcionó como uno de los tantos centros de tortura durante la última dictadura.
En 1976 el soldado Darío Oscar Bedne fue desaparecido en el Regimiento 1.

### Guerra de las Malvinas
176 años después de su creación, participó en esta oportunidad con la Compañía de Infantería A "Buenos Ayres", que fue agregada al Regimiento de Infantería Mecanizado 6 "General Viamonte", como Compañía C de la mencionada unidad. 

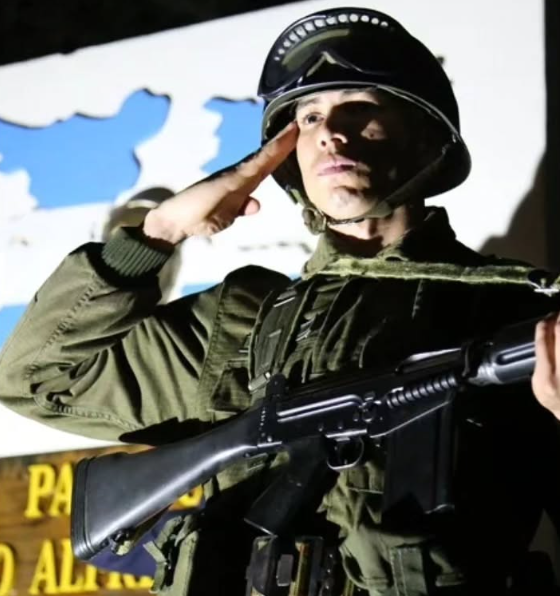
Soldado del Regimiento de Infantería 1 "Patricios" combatiente de la Guerra de las Malvinas

A su arribo a las Islas Malvinas, el 13 de abril de 1982, la Compañía se reunió en inmediaciones del Aeropuerto de Puerto Argentino/Stanley. El 14 de abril, la segunda y tercera Sección, se integraron al Regimiento de Infantería 25, formando parte del dispositivo de defensa de Puerto Argentino/Stanley, mientras que la Primera, y la sección Apoyo, fueron asignadas a la defensa del aeropuerto.
Con la misión de defender Puerto Argentino, la Compañía de infantería A "Buenos Ayres" — C del Regimiento de Infantería Mecanizado 6— ocupó posiciones defensivas, con frente hacia Phillips Foin y a Reckeribay, hasta la rendición del 14 de junio de 1982.
El 19 de abril el jefe de compañía capitán Humberto Hugo Pascualetti recibió la orden de reintegrarse al Regimiento de Infantería Mecanizado 6, situación en la que permaneció hasta la finalización del conflicto.
El grueso del regimiento marchó a Comodoro Rivadavia, constituyéndose en uno de los elementos defensivos del Subsector Centro (Comodoro Rivadavia-Caleta Olivia).
Producido su arribo, el 8 de junio de 1982, la fracción se desplazó para ocupar una posición próxima al Regimiento de Infantería Mecanizado 7. El 12 de junio durante el Batalla de Monte Longdon, el patricio Claudio Alfredo Bastida, apuntador de una ametralladora, murió al ser alcanzado por fuego de morteros británicos.

### Actualidad

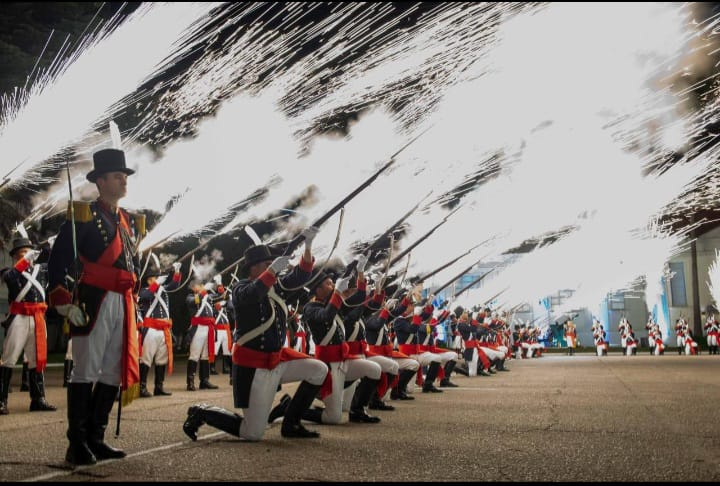
Fusilería Histórica del Regimiento de Infantería 1 "Patricios"

El RI 1 "Patricios" tuvo participación el 23 y 24 de enero de 1989 en la recuperación del cuartel del Regimiento de Infantería Mecanizado 3 "General Belgrano" con asiento de paz en La Tablada, provincia de Buenos Aires, copado por elementos del Movimiento Todos por la Patria. 
El 3 de diciembre de 1990 el cuartel militar de Patricios fue ocupado por elementos de los llamados "carapintadas" como parte del levantamiento comandado por Mohamed Alí Seineldín (llamado "Operación Virgen de Luján"). Fue en esas circunstancias en que oficiales rebeldes asesinaron al segundo jefe del RI 1, Teniente Coronel Hernán Carlos Pita y el jefe de Operaciones de la unidad, Mayor Federico Alberto José Pedernera, en instalaciones del cuartel. También murió el cabo primero Rolando Daniel Morales. Con posteridad fueron ascendidos post mortem al grado inmediato superior.

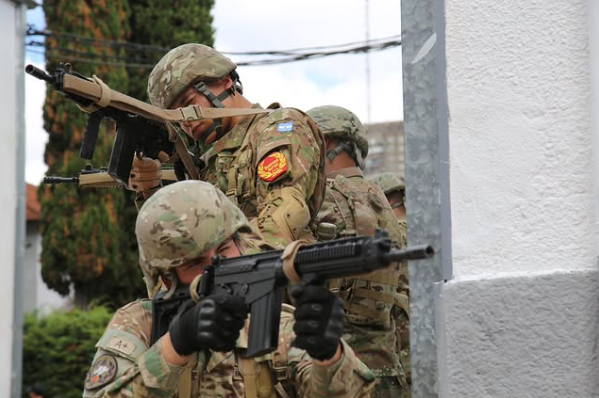
Soldados del Regimiento de "Patricios" en el año 2024

En 1991 se creó la Guarnición Militar "Buenos Aires": el regimiento, junto con otras unidades de la Capital Federal y el Gran Buenos Aires, pasó a depender de dicho comando.
En la actualidad tiene también el papel ceremonial de escolta del Jefe de Gobierno de la Ciudad Autónoma de Buenos Aires, en el recibimiento de los presidentes extranjeros que visitan Argentina y en la custodia del Cabildo de Buenos Aires.
Desde mediados de la década de 1990 ha participado con sus hombres y mujeres en misiones militares de paz en el exterior. Desde fines del siglo XX se ha especializado en tareas de combate, como infantería de asalto aéreo.
En el año 2010, a través del Decreto 1358, se declaró monumento y lugar histórico nacional al predio, jardines y edificios del Regimiento de Infantería 1 "Patricios", ubicados en la Ciudad Autónoma de Buenos Aires.

## Referencias fotográficas en la actualidad

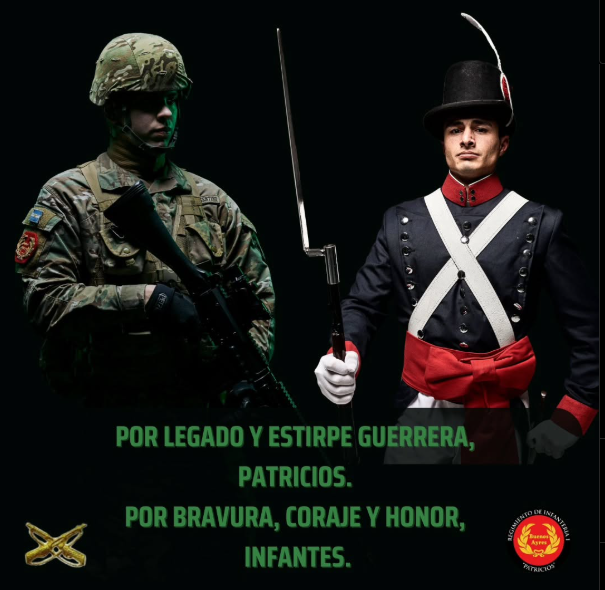
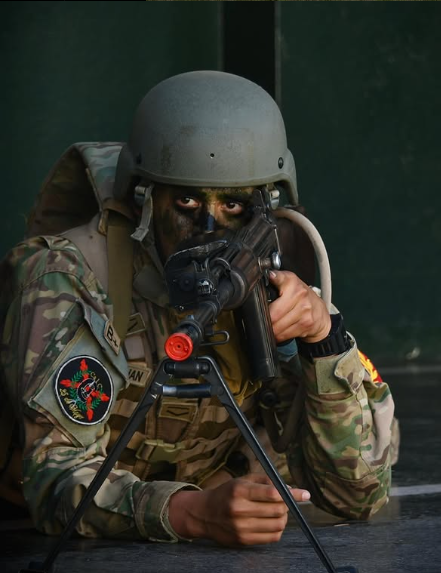
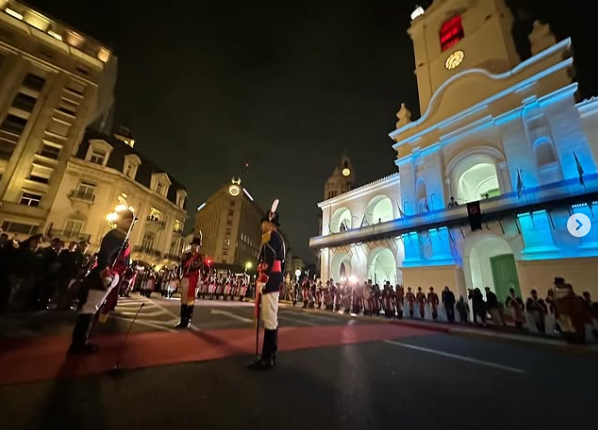
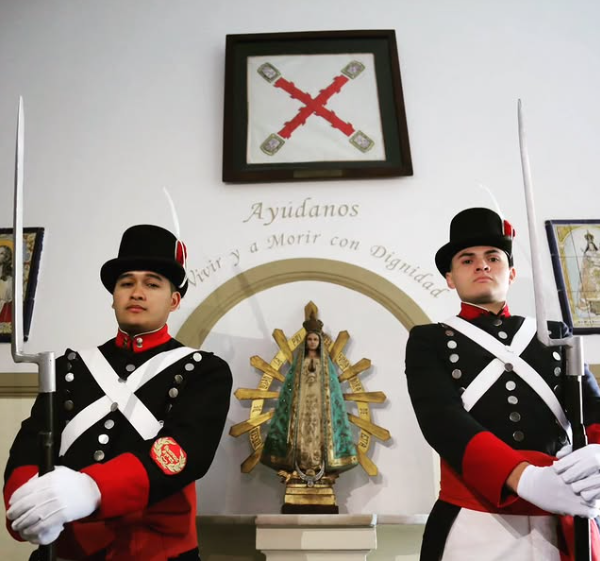
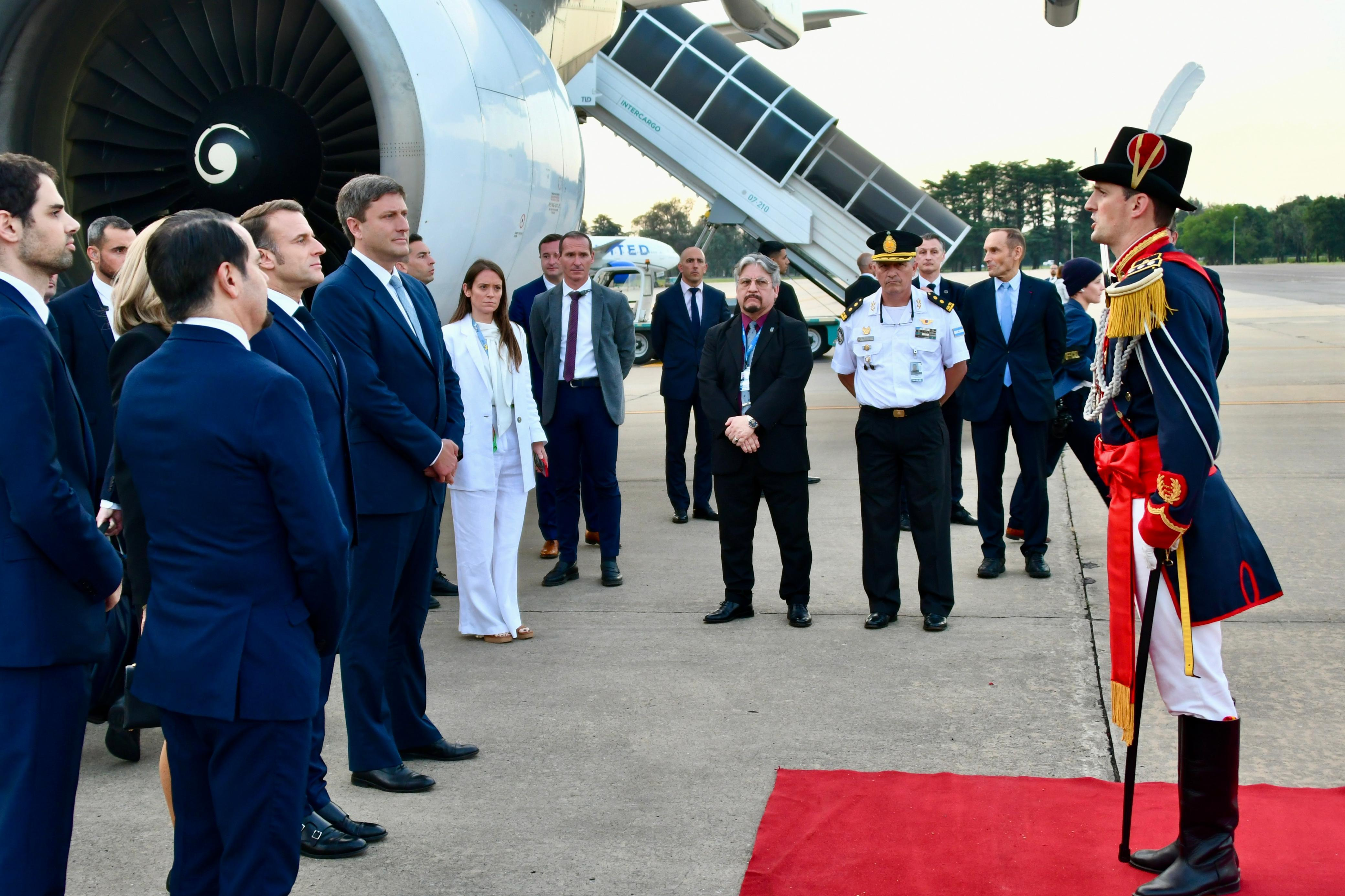
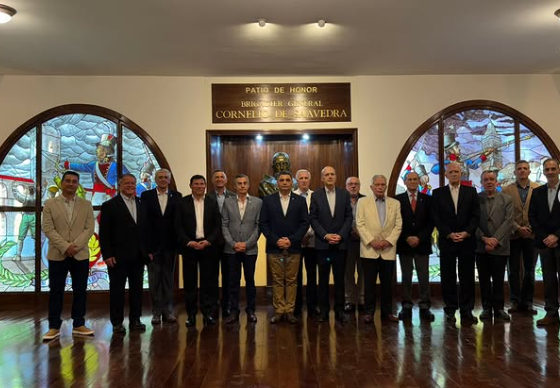
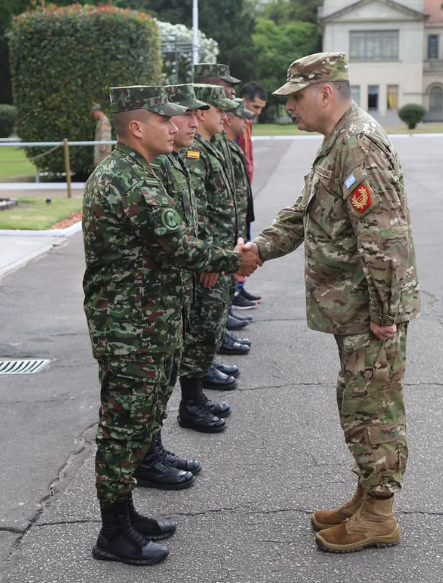

## Organización

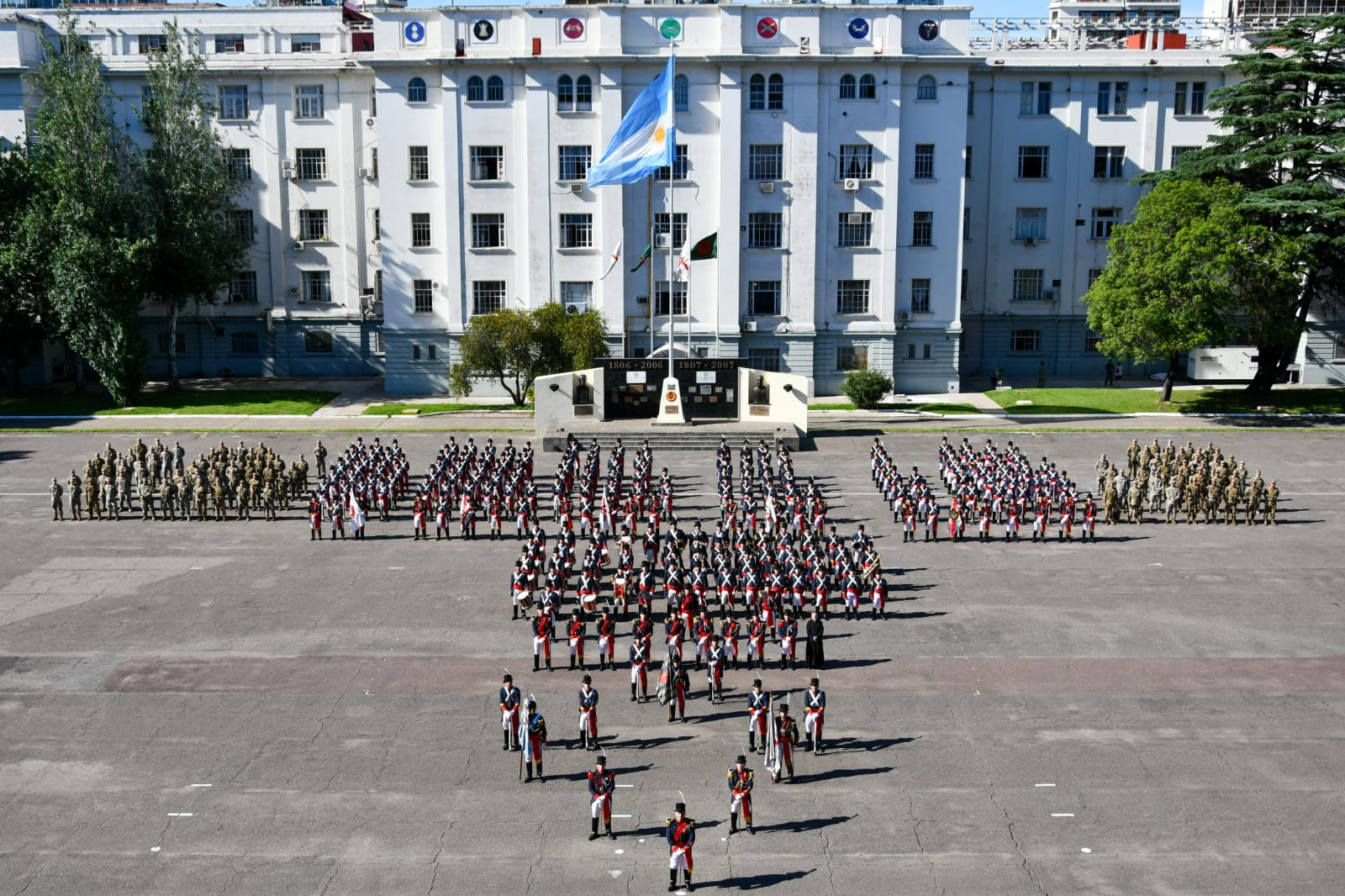
Formación del Regimiento de Infantería 1 "Patricios"

Organización interna del Regimiento, a mediados de los años 2010:
- Jefe del Regimiento de Infantería 1 "Patricios" (J RI 1).
  - 2do Jefe y Jefe de Plana Mayor del Regimiento de Infantería 1 "Patricios".
    - Oficial de Personal (S1).
    - Oficial de Inteligencia (S2).
    - Oficial de Operaciones (S3).
    - Oficial de Logística (S4).
    - Oficial de Finanzas (S5)
    - Oficial de Ceremonial (S6)
      - Compañía de Infantería  A "Buenos Ayres" (Ca I A).
      - Compañía de Infantería B "Curupaytí" (Ca I B).
      - Compañía de Infantería C "25 de Mayo" (Ca I C).
      - Compañía de Reserva D "Suipacha" (Ca Res D).
      - Compañía de Infantería E "Defensa" (Ca I E).
      - Compañía Comando y Servicios "Reconquista" (Ca Cdo Ser).
      - Banda Militar "Tacuarí" (BM).

## Condecoraciones
- Estrella de Carabobo, otorgada por el Ejército Bolivariano en 2014.[16]
- Medalla por la Defensa de Buenos Aires.
- Escudo de Tupiza (La Patria a los Vencedores de Tupiza).
- Medalla de Tupiza (La Patria a los Vencedores de Tupiza).
- Medalla por el Combate de las Piedras.
- Escudo, Cordón de Honor y Charreteras por la Batalla de Tucumán.
- Escudo y Medalla por la Batalla de Salta.
- Escudo, Cordón y Medalla de la Batalla de Ituzaingó.
- Medalla a los Vencedores de Corrientes.
- Medalla de Yatay (Uruguaya).
- Cordón de Tuyuti.
- Escudo de Curupayti.
- Medalla por Uruguayana (Brasilera).
- Medalla por la terminación de la campaña al Paraguay.
- Medalla por la Campaña al Paraguay (Brasilera).
- Cruz de Hierro por la terminación de la Campaña del Paraguay (Uruguaya).
- Medalla por a Campaña al Río Negro y Patagonia.
- Medalla por la Campaña a Malvinas.
- Palmas Sanmartinianas.
- Cruz Belgraniana.
- Medalla de la Cofradía de Nuestra Señora del Santísimo Rosario de la Reconquista y Defensa de Buenos Aires.
- Estrella de Carabobo - Venezuela.
- Campaña de los Andes.
- Medalla de Honor, Valor y Disciplina.
- Medalla de la Provincia de Buenos Aires al Patriotismo y el Valor.
- Cruz de Precursores  de la Patria 2010.

## Jefes del Regimiento de Infantería 1 "Patricios"
| Grado            | Jefe                          | Período             |
| ---------------- | ----------------------------- | ------------------- |
| Coronel          | Cornelio Saavedra             | 1806-1811           |
| Coronel          | Manuel Belgrano               | 1811-1813/1814      |
| Teniente coronel | Gregorio Perdriel             | 1812-1813           |
| Coronel          | Carlos Forest                 | 1813-1816           |
| Coronel          | Benito Martínez               | 1823-1826           |
| Coronel          | Manuel Correa                 | 1827-1830           |
| General          | Celestino Vidal               | 1830-1833/1835-1840 |
| General          | Félix Olazábal                | 1833-1835           |
| Coronel          | Antonio Ramírez               | 1833-1834           |
| Coronel          | Jerónimo Costa                | 1835-1843           |
| Coronel          | Ramón Rodríguez               | 1845-1847           |
| Coronel          | Mariano Echenagucía           | 1848-1852           |
| Coronel          | Manuel Quivero                | 1855-1859           |
| Coronel          | Emilio Conesa                 | 1860-1863           |
| Teniente coronel | Manuel Rosetti                | 1863-1866           |
| Sargento mayor   | Pedro Retolaza                | 1866-1867           |
| Teniente coronel | Juan Ayala                    | 1867-1870           |
| Teniente coronel | Teodoro García                | 1871-1875/1881      |
| Teniente coronel | Carlos Smith                  | 1873-1875/1896/1904 |
| Teniente coronel | Pedro Farías                  | 1883                |
| Coronel          | Antonio Dónovan               | 1883-1885           |
| Teniente coronel | Alberto Capdevila             | 1886                |
| Coronel          | Amaro Arias                   | 1886-1889           |
| Teniente coronel | Carlos O’Donnel               | 1889-1890           |
| Coronel          | Saturnino Lara                | 1891-1892           |
| Teniente coronel | Narciso Bengolea              | 1893-1896           |
| Teniente coronel | Alejandro Mombello            | 1897-1903           |
| Teniente coronel | Carlos Cigogarra              | 1905-1906           |
| Teniente coronel | Juan Covaro                   | 1907-1908           |
| Teniente coronel | Arturo Jáuregui               | 1909                |
| Teniente coronel | Pascual Quiroz                | 1910-1912           |
| Teniente coronel | José Marcilese                | 1912-1915           |
| Teniente coronel | Romelio Fernández             | 1915-1916           |
| Teniente coronel | Felipe Alonso                 | 1917-1918           |
| Teniente coronel | Joaquín Leiva                 | 1919-1921           |
| Teniente coronel | Ergasto Saforcada             | 1921-1923           |
| Teniente coronel | Apolinario Piñeiro            | 1923-1925           |
| Teniente coronel | Ramón Espíndola               | 1926-1928           |
| Teniente coronel | Juan Muller                   | 1928-1929           |
| Teniente coronel | Regino Lezcano                | 1929-1930           |
| Teniente coronel | Juan Cernadas                 | 1930                |
| Teniente coronel | Juan Carlos Sanguinetti       | 1930-1932           |
| Teniente coronel | Miguel Pianta                 | 1932-1933           |
| Teniente coronel | Pedro Sahores                 | 1934                |
| Teniente coronel | Camilo Corradi                | 1935-1936           |
| Teniente coronel | Armando Raggio                | 1936-1938           |
| Teniente coronel | Gregorio Tauber               | 1939-1941           |
| Teniente coronel | Manuel Villaverde             | 1941-1943           |
| Teniente coronel | Ramón Narvaja                 | 1943-1944           |
| Teniente coronel | Carlos Lacal                  | 1944-1945           |
| Teniente coronel | Eduardo Ojeda Tisera          | 1946                |
| Teniente coronel | Carlos Wirth                  | 1946                |
| Teniente coronel | Otto Lancelle Valenzuela      | 1947                |
| Teniente coronel | Dalmiro Videla Balaguer       | 1948-1949           |
| Teniente coronel | Santiago Menéndez             | 1950-1952           |
| Teniente coronel | Manuel Estol                  | 1953-1954           |
| Coronel          | Jorge Lovera                  | 1954-1955           |
| Teniente coronel | José D’Andrea Mohr            | 1955                |
| Teniente coronel | Alberto Cabello               | 1956                |
| Teniente coronel | Tomás Caballero               | 1956-1957           |
| Teniente coronel | Enzo Garuti                   | 1957-1958           |
| Teniente coronel | Alfredo Vara                  | 1958                |
| Teniente coronel | Carlos Fuentes Rocha          | 1959-1961           |
| Teniente coronel | Pastor Ortiz Zavalla          | 1961-1962           |
| Teniente coronel | Alberto Morales               | 1962-1963           |
| Teniente coronel | Alberto Numa Laplane          | 1963-1965           |
| Coronel          | Carlos Vilanova               | 1965-1967           |
| Coronel          | Hugo Elizalde                 | 1967-1969           |
| Coronel          | Osvaldo Ortiz                 | 1969-1972           |
| Coronel          | Juan Bautista Sasiaiñ         | 1972-1973           |
| Coronel          | Pedro Ernesto Herrera         | 1973-1975           |
| Coronel          | Humberto José Lobaiza         | 1976-1977           |
| Coronel          | Teófilo Saa                   | 1978-1979           |
| Coronel          | Walter Goitía                 | 1980-1981           |
| Coronel          | Luis Horacio Lategana         | 1981-1982           |
| Coronel          | Ataliva Félix Fernando Devoto | 1983-1984           |
| Coronel          | Jorge Halperín                | 1985-1986           |
| Coronel          | Artemio Osvaldo Barreiro      | 1987-1988           |
| Coronel          | Manuel Alberto de la Cruz     | 1989-1990           |
| Coronel          | Héctor Evaristo Sánchez       | 1991-1992           |
| Coronel          | Osvaldo Cesar Quiroga         | 1993-1995           |
| Coronel          | Hernán Garay                  | 1996-1997           |
| Coronel          | Osvaldo Lamas                 | 1998-1999           |
| Coronel          | Juan Carlos Bove              | 2000-2001           |
| Coronel          | Gustavo Gorriz                | 2002-2003           |
| Coronel VGM      | Carlos María Marturet         | 2004-2005           |
| Coronel          | Alfredo Rubén Ochoa           | 2006-2007           |
| Coronel VGM      | Gabriel Alberto Bao           | 2007-2009           |
| Coronel          | Claudio Ernesto Pasqualini    | 2009-2011           |
| Coronel          | Néstor Alfredo D·Ambra        | 2011-2013           |
| Coronel          | Martín Deimundo               | 2013-2015           |
| Coronel          | Óscar Santiago Zarich         | 2015-2017           |
| Coronel          | Héctor Darío Ochoa            | 2017-2019           |
| Coronel          | Pablo Francisco Depalo        | 2019-2021           |
| Coronel          | Roberto Martín Baroni         | 2021-2023           |
| Coronel          | Julio César Buoniconto        | 2023-en funciones   |